# Scopeloberyx microlepis
Scopeloberyx microlepis är en fiskart som först beskrevs av Norman, 1937.  Scopeloberyx microlepis ingår i släktet Scopeloberyx och familjen Melamphaidae. Inga underarter finns listade i Catalogue of Life.